# تير أباد
تير أباد هي قرية في مقاطعة ميانة، إيران. عدد سكان هذه القرية هو 132 في سنة 2006.